# USS Enterprise (CV-6)
El USS Enterprise (CV-6) fue un portaaviones de la clase Yorktown de la Armada de los Estados Unidos durante la Segunda Guerra Mundial. Estuvo en casi todos los escenarios de la contienda y cosechó muchos éxitos que le significaron 20 estrellas de batalla, siendo además el único superviviente de su clase.
A lo largo de su campaña por el Pacífico en contra del imperio de Japón, logró causar múltiples bajas, el Enterprise junto con sus escuadrones de cazas, caza-bombardero y torpederos, fueron piezas clave en el dominio y control aéreo en el Pacífico. 
Al finalizar la guerra, se buscó hacer del portaviones un museo, pero no se lograron  recaudar los fondos monetarios suficientes para conseguirlo, desembocando en su desmantelamiento. Partes de su acero se emplearon para construir nuevos navíos de guerra.

## Historia
El Big E fue el sexto portaaviones estadounidense y uno de los tres buques de este tipo botados antes de la Segunda Guerra Mundial que lograron sobrevivir al conflicto, junto con el USS Saratoga y el USS Ranger. 
Participó en algunas de las principales batallas de la guerra del Pacífico, como la batalla de Guadalcanal, la batalla de Midway, la campaña de las islas Salomón, la batalla de las islas de Santa Cruz, la batalla del mar de Filipinas o la batalla del golfo de Leyte, además de participar en la incursión Doolittle sobre Tokio. Durante esta guerra los japoneses llegaron a anunciar en tres ocasiones su hundimiento.
El Enterprise ganó 20 estrellas de batalla, siendo el buque estadounidense más laureado en la Segunda Guerra Mundial. Ha sido el único barco perteneciente a otra flota diferente a la Royal Navy que ha ganado el Banderín del Almirantazgo británico, el premio más alto que otorga este organismo, en los más de 400 años desde su creación. Algunos lo han etiquetado como el barco más glorioso y honorable en toda la historia naval de los Estados Unidos, rivalizando con la fragata del siglo XVIII USS Constitution por este título.

### Operaciones iniciales
El Enterprise fue botado el 3 de octubre de 1936 en los muelles del astillero Newport News Shipbuilding and Drydock Co., siendo la madrina del acto Lulie Swanson, esposa del secretario de la Armada Claude A. Swanson, y entró en servicio el 12 de mayo de 1938.
El Enterprise navegó hacia el sur en un crucero a Río de Janeiro. A la vuelta navegó a lo largo de la costa oriental y el Caribe hasta abril de 1939, cuando fue destinado al océano Pacífico. 
El Enterprise fue uno de los catorce barcos que recibieron el nuevo RADAR RCA CXAM-1. Su base inicial se estableció en San Diego, siendo trasladado a Pearl Harbor después de que el presidente Franklin D. Roosevelt ordenara a la Flota situarse en una base adelantada en el Pacífico. El portaaviones recibió escuadrillas de aviones cuyas tripulaciones habían sido entrenadas de manera intensiva y los transportó a las bases en el océano Pacífico. Se hallaba completando una misión (la entrega de la Escuadrilla 211 del Cuerpo de Marines en la isla Wake) el 2 de diciembre de 1941 cuando, de vuelta a Hawái, se produjo el ataque a Pearl Harbor por parte de las fuerzas aeronavales japonesas.

### Segunda Guerra Mundial

#### Pearl Harbor
El Enterprise volvía a Oahu durante la mañana del 7 de diciembre de 1941 tras la misión de entregar aviones de la Marina y pilotos de la escuadrilla VMF-211 en la isla Wake. Dieciocho bombarderos SBD Dauntless de las escuadrillas VS-6 y VB-6 del Enterprise llegaron a Pearl Harbor durante el ataque y, aunque sorprendidos, inmediatamente entraron en acción en la defensa de la base naval.
Se perdieron 6 aviones durante el ataque, varios de ellos fueron derribados por aviones japoneses pero al menos uno fue derribado y otros muchos dañados por el fuego antiaéreo pesado amigo.
El Enterprise también lanzó seis Grumman F4F Wildcat de la escuadrilla VF-6 tras el ataque pero cuatro fueron derribados por artillería antiaérea.
El portaaviones envió a sus aviones restantes a una búsqueda infructuosa de la fuerza de ataque japonesa. La búsqueda fue al sur y al oeste de Oahu pero los japoneses se retiraron por el noroeste. El Enterprise se dirigió a Pearl Harbor para repostar combustible y provisiones durante la noche del 8 de diciembre y volvió a navegar a la mañana siguiente para patrullar contra posibles ataques a las islas Hawaianas. Aunque el grupo no encontró ningún barco de superficie, un avión del Enterprise hundió el submarino japonés I-70 el 10 de diciembre de 1941.
Durante las dos últimas semanas de diciembre de 1941, el Enterprise y su grupo se dirigieron al oeste de Hawái para cubrir aquellas islas mientras otros dos grupos de portaaviones hicieron una tentativa tardía de recuperar la isla Wake. Después de un breve tiempo en Pearl Harbor, el grupo del Enterprise se hizo a la mar el 11 de enero de 1942, protegiendo un convoy para reforzar Samoa. El 1 de febrero, la Task Force en la que se integraba, asaltó Kwajalein, Wotje, y Maloelap en las islas Marshall, hundiendo tres barcos, dañando ocho, y destruyendo numerosos aviones e instalaciones en tierra. El Enterprise recibió sólo un daño menor durante el contraataque japonés y su grupo se retiró a Pearl Harbor.
Durante el siguiente mes el grupo del Enterprise patrulló por el océano Pacífico Central, atacando instalaciones enemigas en las islas Wake y Marcus, dirigiéndose luego a Pearl Harbor para recibir mejoras y reparaciones menores. El 8 de abril de 1942, marchó al oeste a una cita con el USS Hornet (CV-8) con objeto de escoltarlo en la misión de lanzar 16 bombarderos bimotores North American B-25 Mitchell en la incursión Doolittle sobre Tokio. Los cazas del Enterprise volaron como escolta de los B-25 lanzados desde el portaaviones USS Hornet el 18 de abril. La Task Force fue descubierta por el enemigo a 800 millas de Japón después de ser vista por pequeños navíos de patrulla cuando navegaban de regreso a la base de Pearl Harbor el 25 de abril.

#### La batalla de Midway
Cinco días después, el USS Enterprise zarpó hacia el Pacífico Sur para reforzar a la fuerza de portaaviones estadounidenses que operaban en el mar del Coral. Sin embargo, la batalla del mar del Coral acabó antes de que el Enterprise llegara a su cita. El Enterprise volvió a Pearl Harbor el 26 de mayo y se preparó para el encuentro inminente que se iba a producir con las fuerzas japonesas de invasión cerca de la isla de Midway. 
El 28 de mayo, el Enterprise zarpó como buque insignia de la Task Force (TF) 16 a las órdenes del contraalmirante Raymond Spruance para defender Midway. La fuerza estaba compuesta por los portaaviones USS Enterprise (CV-6), el USS Hornet (CV-8), seis cruceros, y 10 destructores.
El 30 de mayo, la TF 17, con el contraalmirante Frank J. Fletcher al mando del portaaviones, todavía en reparaciones, USS Yorktown (CV-5), zarpó dirigiéndose al oeste de Pearl Harbor, con dos cruceros y seis destructores.
Al ser el oficial de más alta graduación presente, el contraalmirante Fletcher se convirtió en el Oficial al Mando de la Flota. El comandante habitual de la Task Force del Enterprise era William F. Halsey pero había ingresado en el hospital de Pearl Harbor por una infección causada por estrés de la piel.
La batalla de Midway comenzó durante la mañana del 4 de junio de 1942 cuando cuatro portaaviones japoneses lanzaron ataques aéreos a la isla de Midway, desconocedores de la cercana presencia de las fuerzas navales estadounidenses. Justo tres horas después de que la primera bomba cayera sobre Midway, los aviones de los portaaviones estadounidenses atacaron a la flota japonesa.
El portaaviones USS Yorktown y el destructor USS Hammann fueron los únicos barcos norteamericanos hundidos, perdiendo las TF 16 y 17 un total de 113 aviones, 61 de ellos en el combate. 
Las pérdidas japonesas fueron mucho mayores: cuatro portaaviones y un crucero hundidos y 248 aviones pertenecientes a los portaaviones destruidos: aviones del Enterprise hundieron los portaaviones japoneses Kaga y Akagi, una escuadrilla mixta del Enterprise y bombarderos del Yorktown hundieron el portaaviones Hiryu y aviones del Yorktown hundieron el Soryu). El Enterprise no tuvo ningún daño y volvió a Pearl Harbor el 13 de junio de 1942.

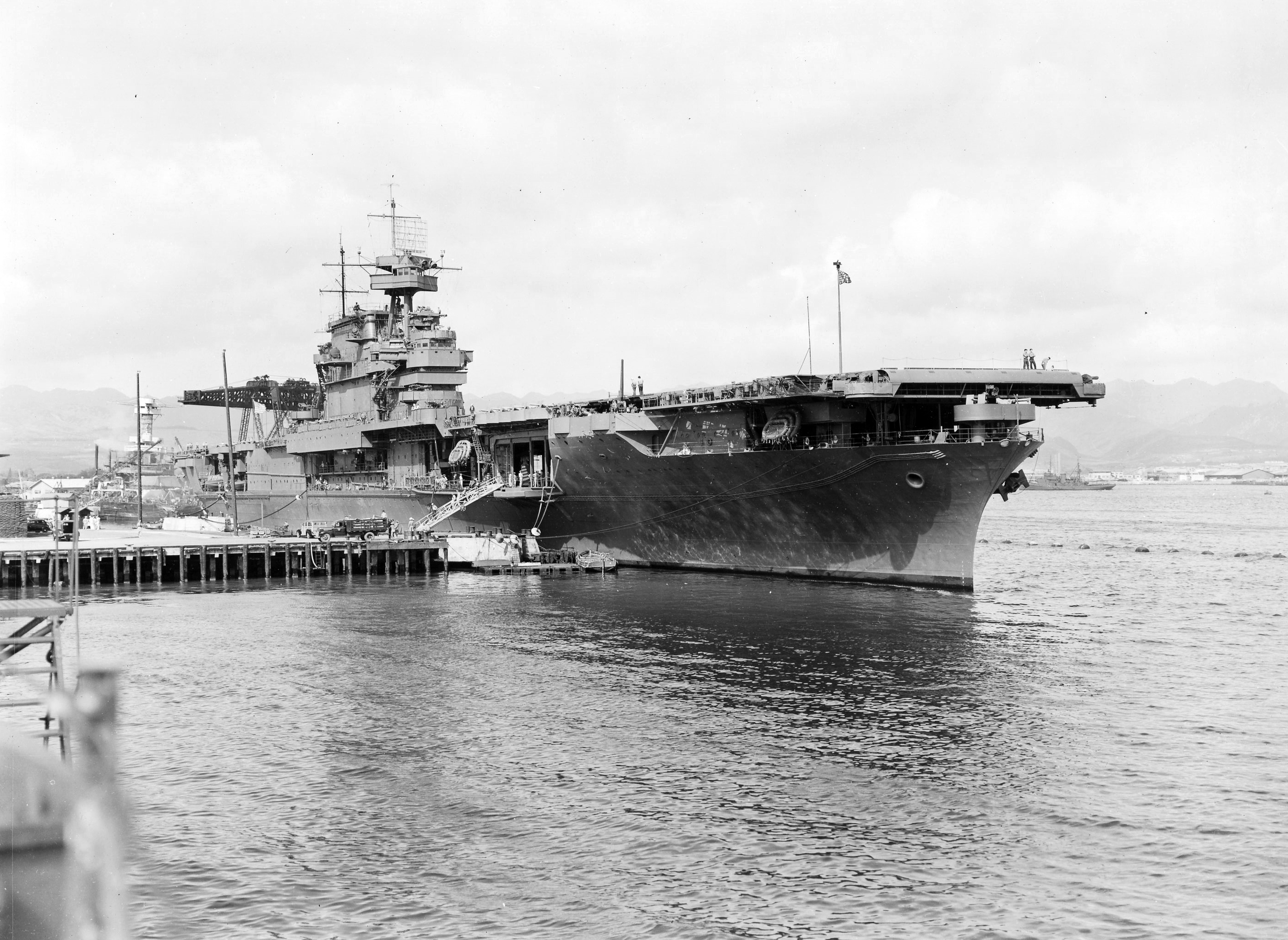
El USS Enterprise en Isla Ford, Pearl Harbor, mayo de 1942. Poco antes de la batalla de Midway

#### Operaciones en el Pacífico Sur
Después de pasar un mes en puerto realizándosele varias reparaciones, el Enterprise zarpó el 15 de julio de 1942 hacia el Pacífico Sur, donde, se unió a la TF 61 como fuerza de apoyo a los desembarcos anfibios que se iban a producir en las islas Salomón el 8 de agosto.
En las 2 semanas siguientes, el portaaviones y su aviación embarcada protegieron las líneas de comunicación con el suroeste de las Salomón. El 24 de agosto fue descubierta una potente fuerza japonesa a 200 millas (unos 300 km) al norte de Guadalcanal y la TF 61 envió sus aviones al ataque.
En la batalla de las Salomón Orientales los japoneses perdieron un portaaviones ligero, el Ryujo, y las tropas japonesas que intentaban desembarcar en Guadalcanal fueron obligadas a retirarse. El Enterprise fue el barco norteamericano que más graves daños sufrió, en total 3 impactos directos y 4 cercanos que ocasionaron 77 muertos y 91 heridos, aparte de sufrir serios daños. Se hicieron reparaciones de urgencia hasta conseguir que el portaaviones pudiera volver a Hawái por sus propios medios.

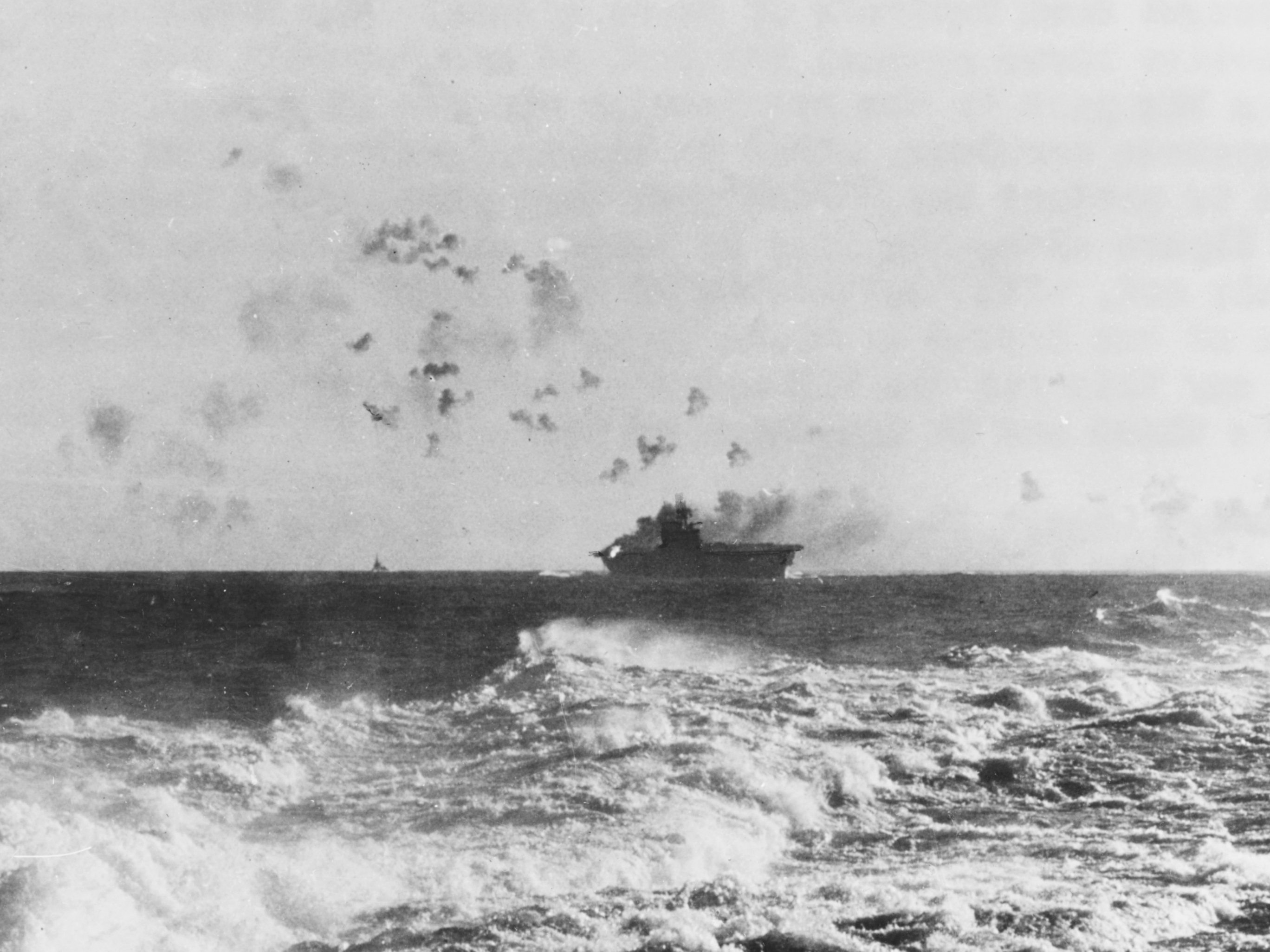
El Enterprise sufre un ataque durante la batalla de las Salomón Orientales. El fuego producido a estribor del buque fue ocasionado por una bomba japonesa que mató a 38 hombres.

Las reparaciones en Pearl Harbor duraron del 10 de septiembre al 16 de octubre de 1942. El Enterprise se dirigió nuevamente al Pacífico Sur para reunirse con el USS Hornet formando la TF 61. El 26 de octubre, aviones de reconocimiento del Enterprise localizaron una fuerza de portaaviones japoneses e inmediatamente se produjo la batalla de las islas Santa Cruz.
Aviones del Enterprise atacaron a los portaaviones y cruceros japoneses y durante la batalla sufrió un ataque intensivo por parte del enemigo recibiendo 2 impactos por bombas que ocasionaron 44 muertos y 75 heridos.
A pesar del serio daño sufrido, el Enterprise siguió en la batalla y recogió un gran número de aviones del USS Hornet cuando este portaaviones fue hundido. Aunque las pérdidas americanas de un portaaviones y un destructor fueron más graves que las pérdidas japonesas (un crucero ligero), la batalla fue un éxito estratégico americano que sirvió para ganar tiempo y así poder reforzar Guadalcanal contra el siguiente ataque enemigo. El Enterprise era ahora el único portaaviones operativo que los estadounidenses tenían en el Teatro del Pacífico. Sobre la cabina de mando, la tripulación puso un cartel que decía: «Enterprise contra Japón».
El Enterprise arribó a Numea, Nueva Caledonia, el 30 de octubre para hacer reparaciones, pero un nuevo intento de invasión japonés en las Salomón exigió allí su presencia con lo que el buque zarpó el 11 de noviembre con equipos de reparación que trabajaron sobre la marcha para acabar con las reparaciones no finalizadas. El 13 de noviembre, los aviones del Enterprise dieron el golpe de gracia al acorazado Hiei. Cuando la batalla naval de Guadalcanal terminó el 15 de noviembre de 1942, el Enterprise había contribuido al hundimiento de 16 barcos enemigos y ocasionado daños a 8 más. El portaaviones volvió a Numea el 16 de noviembre para completar su reparación.

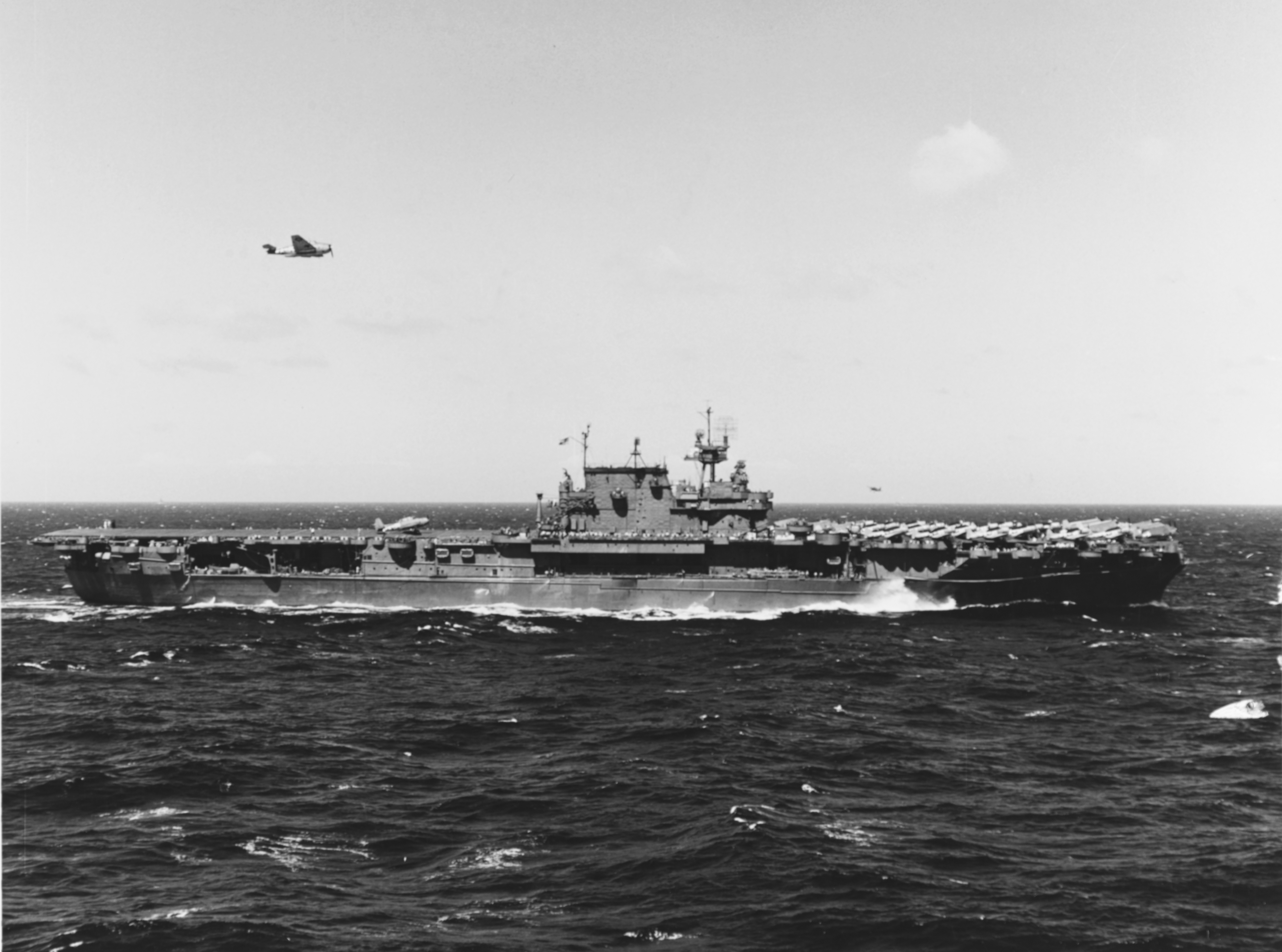
El USS Enterprise en noviembre de 1943

El Enterprise zarpó otra vez el 4 de diciembre para realizar maniobras de entrenamiento en la isla del Espíritu Santo, Nuevas Hébridas, hasta el 28 de enero de 1943, desde donde partió para el área de las Salomón.
El 30 de enero, los cazas del Enterprise participaron en la batalla de la Isla Rennell. A pesar de que destruyeron la mayor parte de los bombarderos bimotores enemigos no pudieron impedir que torpedos aéreos lanzados por los aviones japoneses hundieran el crucero pesado americano USS Chicago.
Retirado de la batalla, el portaaviones llegó a la isla Espíritu Santo el 1 de febrero y durante los siguientes tres meses operó cerca de aquella base, cubriendo a las fuerzas de superficie estadounidense en las Salomón. 
El 27 de mayo de 1943 el Enterprise se dirigió a Pearl Harbor donde el almirante Chester Nimitz entregó al barco la primera Citación Presidencial otorgada a un portaaviones. El 20 de julio de 1943 llegó al astillero naval de Puget Sound en Bremerton (Washington) para ser completamente reacondicionado.
La clase Yorktown había demostrado ser vulnerable a los torpedos y en la reparación que tuvo a finales de 1943, al Enterprise se le realizó un reacondicionamiento extenso, que incluyó un sistema antitorpedos que mejoró considerablemente su protección submarina.

#### Retorno al frente del Pacífico

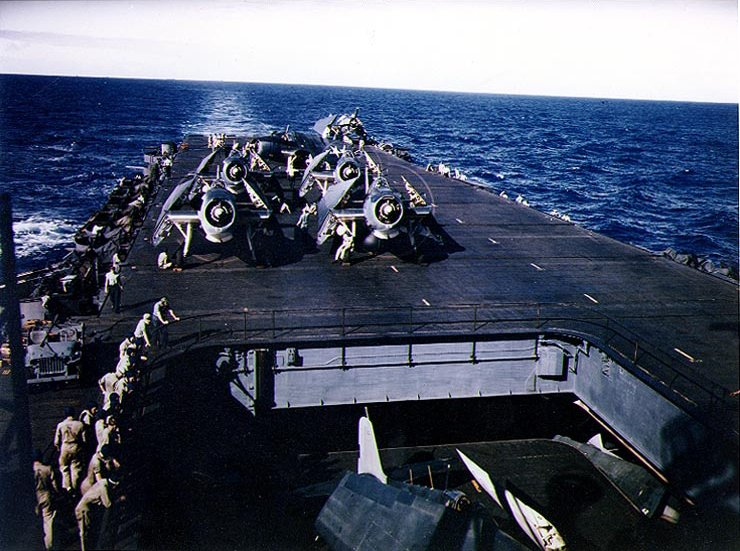
Bombarderos-torpederos TBM Avenger en la cubierta del portaaviones Enterprise calentando motores durante las operaciones en el océano Pacífico en mayo de 1944. Un caza F6F Hellcat está sobre el elevador en primer plano.

De regreso en el Pacífico en noviembre de 1943, apoyó los desembarcos en Makin y tomó parte en ataques contra Kwajalein, a donde volvió para la invasión en enero de 1944. Posteriormente, junto a la Task Force 58, atacó la base de Truk en las Carolinas el 7 de febrero. De nuevo hizo historia al ser el primer portaaviones estadounidense en lanzar un ataque nocturno guiado por radar. 
Los 12 torpederos de este ataque consiguieron un tercio de las 200 000 toneladas de barcos destruidas por los aviones de la Task Force 58. Hasta abril de aquel año participó en más ataques contra Yap, Ulithi, Woleai, las islas Palaos y de nuevo Truk.

#### Batalla del mar de las Filipinas
En junio de 1944, el buque, integrado en el Task Force 58, atacó las islas Marianas, arrasando Saipán, Rota y Guam entre los días 11 y 14. El día 19 tuvo lugar la batalla del mar de Filipinas, el mayor enfrentamiento de aviación naval de la historia. Durante más de 8 horas aviadores norteamericanos y japoneses lucharon en los cielos situados entre la Task Force 58 y las Marianas. Los norteamericanos perdieron 6 barcos, 130 aviones y 76 tripulantes, pero con la ayuda de sus submarinos, produjeron a los japoneses la pérdida de 3 portaaviones y 426 aviones. La aviación naval nipona no se recuperó del tremendo golpe.

#### La Batalla del Golfo de Leyte
Tras un mes de descanso en Pearl Harbor, el Enterprise fue enviado a las Islas Bonin, Yap, Ulithi y las Palaos para operaciones aéreas entre agosto y septiembre. Del 10 al 20 de octubre sus pilotos atacaron Okinawa, Formosa y las Filipinas, asolando aeródromos, instalaciones y barcos en preparación de la invasión de Leyte. Tras el desembarco en esta isla, el Enterprise se dirigió a Ulithi para reabastecerse, pero hubo de volver a las Filipinas al aproximarse la flota japonesa el 23 de octubre. En la batalla del Golfo de Leyte (23-26 de octubre), sus aviones atacaron a los tres grupos de fuerzas enemigas, especialmente acorazados y destructores. Permaneció de patrulla al este de Samar tras la batalla, y volvió a Pearl Harbor el 6 de diciembre de 1944. 
De donde salió el 24 de diciembre  con nuevos aviones y una nueva designación ahora era el CV(N)-6 lo cual significaba que el “gran E” era el primer (y único durante la guerra) portaaviones estadounidense que podía operar de noche, para ello se le añadieron nuevas luces sobre cubierta y gran parte de su ala aérea se preparó para este fin empleando los nuevos aviones TBM-3 Avenger con los radares más actualizados.

#### Iwo Jima, Okinawa - ataque Kamikaze
Durante enero de 1945 navegó por aguas al norte de Luzón y el Mar de la China atacando objetivos terrestres y buques desde Formosa a Indochina. Posteriormente apoyó los desembarcos en Iwo Jima desde el 19 de febrero al 9 de marzo en que regresó a Ulithi. Continuó sus ataques, esta vez contra las islas de Kyushu, Honshu, y el tráfico naval en el Mar Interior de Japón. Fue dañado levemente el 18 de marzo y regresó a Ulithi 6 días después para ser reparado.

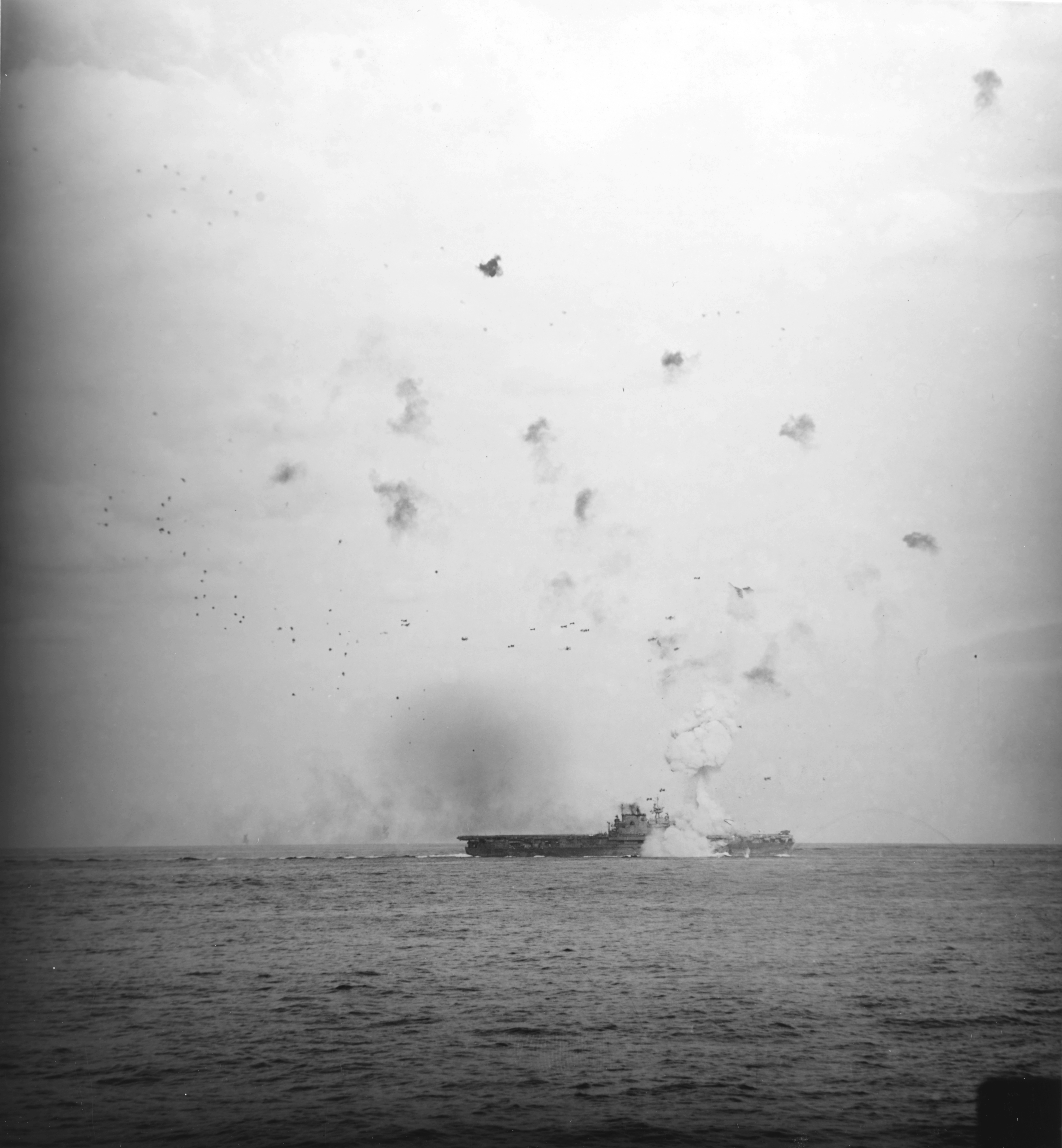
El Enterprise bajo ataque en 1945

El 5 de abril volvió al combate en Okinawa pero fue nuevamente dañado el día 11 por un avión suicida  viéndose obligado a regresar a Ulithi. El 14 de mayo de 1945 sufrió su última herida de la guerra cuando un kamikaze, pilotado por el teniente JG Shunsuke Tomiyasu, destruyó su elevador delantero, matando a 14 personas e hiriendo a 68.

#### Vida final del "Gran E"
Completamente reparado, el Enterprise volvió a Pearl Harbor y regresó a los Estados Unidos con unos 1100 militares repatriados a bordo. Finalmente llegó al astillero de Nueva York el 18 de enero de 1946 para ser desmantelado, siendo dado de baja en la Marina el 17 de febrero de 1947 y el 1 de julio de 1958 fue vendido como chatarra.
Además de la Citación Presidencial recibió la Encomienda de la Marina y 20 estrellas de batalla por sus servicios durante la guerra.

### Buques de la clase
• USS Yorktown (CV-5)
• USS Hornet (CV-8)

### Listas relacionadas
- Anexo:Portaaviones de Estados Unidos
- Anexo:Portaaviones por país